# Mobilidade urbana

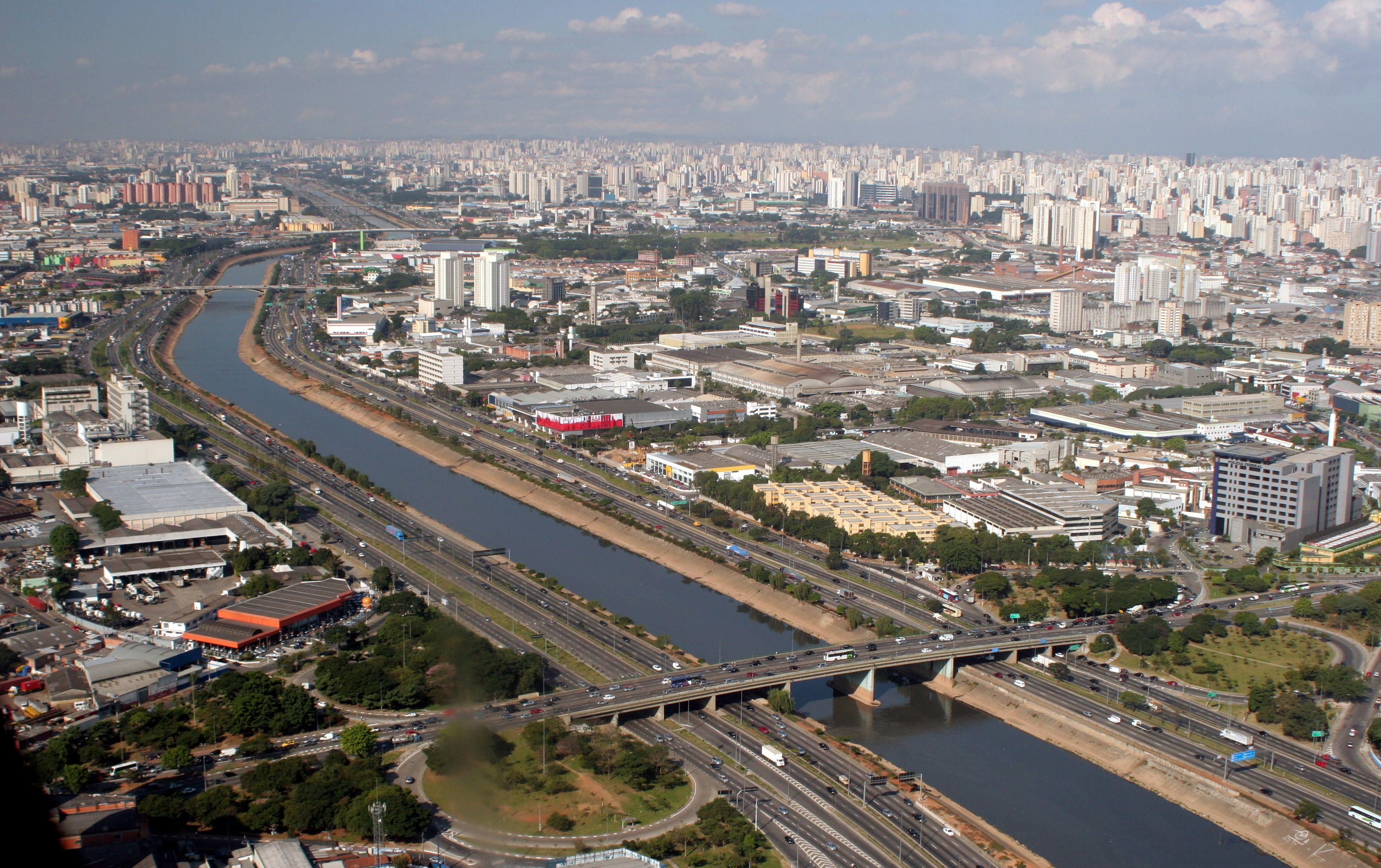
Grandes zonas urbanas tem dificuldades em implantar políticas de mobilidade urbana de qualidade.

Mobilidade urbana é definida como a facilidade de deslocamento das pessoas e bens na cidade, com o objetivo de desenvolver atividades econômicas e sociais no perímetro urbano de cidades, aglomerações urbanas e regiões metropolitanas. Tais deslocamentos são realizados através de veículos motorizados e não motorizados, além de toda a infraestrutura, dentre as quais vias e calçadas, que possibilita o ir e vir cotidiano.
A qualidade da mobilidade está intrinsecamente relacionada a articulação e união entre diferentes políticas, como as de transporte, trânsito, circulação, acessibilidade, desenvolvimento urbano e uso do solo, entre outras. O objetivo da criação das políticas de mobilidade urbana é reduzir as desigualdades da população em relação ao direito de ir e vir, garantindo a todo o cidadão o direito de acessar a cidade de forma justa e digna.
O transporte pode ser dividido entre transporte de pessoas ou de cargas.
No caso do deslocamentos de pessoas, estes podem ser realizados de forma motorizada, através de automóveis, motocicletas, ônibus, metrô, entre outros, ou por meios não motorizados, como a caminhada e o uso da bicicleta. Para que o deslocamento através de bicicletas ocorra de forma adequada há a necessidade de espaços adequados, como as ciclovias.
Quanto ao transporte de cargas, podem ser realizados através de diferentes modais: ferroviários, hidroviários, rodoviários e dutoviários.

## Mobilidade urbana no Brasil
O Brasil apresenta expressiva desigualdade social, econômica e de classes, que refletem no acesso ao conjunto de serviços associados a mobilidade que, por sua vez, afetam o acesso e utilização de outros serviços, como escolas, hospitais, áreas de lazer, entre outros. Em geral, a dificuldade de acesso a estes serviços está relacionada as altas tarifas associadas ao deslocamento, principalmente do realizado através de transporte público, quando comparadas à renda da população usuária. Outro problema associado ao transporte público é sua ausência ou ineficiência da prestação deste serviço em determinadas áreas, seja pela dificuldade de acesso ao local ou pela falta de investimento no serviço.
A PNAD, pesquisa realizada anualmente pelo IBGE, mostra que os problemas associados a mobilidade tem crescido. Ao avaliar indicadores como o tempo de deslocamento gasto entre o domicílio e o trabalho, a pesquisa demonstra que mesmo havendo investimento nessas áreas nos últimos anos, o tempo gasto pelos brasileiros para se deslocar da sua casa até o local de trabalho aumentou. O aumento no tempo de deslocamento foi identificado nas localidades comumente negligenciadas pelos investimentos públicos.

## Legislação
A Constituição Federal determina, em seu artigo 21, XX, que a União institua “diretrizes para o desenvolvimento urbano, inclusive habitação, saneamento básico e transportes urbanos”. O artigo 182 da Carta Magna brasileira, por sua vez, está prevendo que a política do desenvolvimento urbano executada pelo Poder Público municipal deverá seguir as mencionadas diretrizes fixadas em lei, para que se ordene “o pleno desenvolvimento das funções sociais da cidade e garantir o bem-estar de seus habitantes”.
Para organizar, regulamentar e garantir o direito à mobilidade no Brasil, em 2012 foi criada a Lei Federal de nº 12.587 que estabeleceu essas regras e garantias  e traz as diretrizes da Política Nacional de Mobilidade Urbana.

### Política nacional de mobilidade
A Lei nº 12.587/12 define e classifica os modos e os serviços de transporte, além de exemplificar infraestruturas de mobilidade urbana que compõem o Sistema Nacional de Mobilidade Urbana.
O artigo 3° da Lei Federal dispõe e define sobre os modos de transporte urbano, os serviços de transportes e os tipos de infraestrutura; e classifica os modos de transporte como motorizados e não motorizados. A lei define ainda que quanto aos tipos de objeto transportado, podem ser classificados em passageiros (pessoas) ou cargas, e segundo sua natureza, os serviços podem ser públicos ou privados. São consideradas infraestrutura de mobilidade urbana: as vias e logradouros, ciclovias, hidrovias, metroferroviárias, estacionamentos e locais para embarque e desembarque, além de arrecadação de taxas e tarifas e instrumentos de controle e fiscalização.
Com efeito, verifica-se a necessidade de que as infraestruturas estejam sempre relacionadas com um planejamento sistêmico, de modo que sejam produzidos benefícios efetivos e proporcionais aos recursos empregados e para a população.
Dentre os princípios e objetivos que fundamentam a Política Nacional de Mobilidade Urbana, destacam-se: a acessibilidade universal; o desenvolvimento sustentável das cidades; a equidade no acesso dos cidadãos ao transporte público coletivo; eficiência, eficácia e efetividade na prestação dos serviços de transporte urbano e na circulação urbana, segurança nos deslocamentos e, também a redução das desigualdades e promoção da inclusão social.
Para garantir esses objetivos, a Lei Federal nº 12.587, de 2012 estabeleceu as seguintes diretrizes da Política Nacional de Mobilidade Urbana:
1. integração com a política de desenvolvimento urbano e respectivas políticas setoriais de habitação, saneamento básico, planejamento e gestão do uso do solo no âmbito dos entes federativos;
2. prioridade dos modos de transportes não motorizados sobre os motorizados e dos serviços de transporte público coletivo sobre o transporte individual motorizado;
3. integração entre os modos e serviços de transporte urbano;
4. mitigação dos custos ambientais, sociais e econômicos dos deslocamentos de pessoas e cargas na cidade;
5. incentivo ao desenvolvimento técnico-científico e ao uso de energias renováveis e menos poluentes;
6. priorização de projetos de transporte público coletivo estruturadores do território e indutores do desenvolvimento urbano integrado; e
7. integração entre as cidades gêmeas localizadas na faixa de fronteira com outros países sobre a linha divisória internacional.

Assim como determina a Constituição Federal de 1988, os princípios, diretrizes e objetivos da Lei nº 12.587/12 são de observância obrigatória pelos municípios quando da elaboração de normas. Com isso, garante-se que as políticas e os planejamentos feitos no âmbito municipal estejam em consonância com os demais entes da Federação. Sendo assim, prevê-se que os municípios construam seus próprios Planos de Mobilidade baseados na Política Nacional de Mobilidade Urbana. É obrigatório que municípios com mais de 20 mil habitantes ou pertencentes a regiões metropolitanas constituam esses planos.

## Mobilidade e desenvolvimento urbano
De acordo com a pesquisa realizada pelo IBGE até a década de 1940 a maior parte da população brasileira residia nas áreas rurais. Com o processo de industrialização ocorrido a partir da década de 1950, esse quadro se inverteu e acarretou a necessidade de políticas públicas associadas ao crescimento das cidades. Entre os anos 2000 e 2010, cerca de 85% da população brasileira já residia em cidades, com crescentes problemas urbanos estruturais, como os de mobilidade.
O crescimento das cidades e o espraiamento da malha urbana acarretaram a ocupação de áreas cada vez mais distantes, aumentando o percurso a ser percorrido diariamente por parte da população e, consequentemente, o aumento do custo de deslocamento. Em geral, este aumento afeta principalmente a população de baixa renda que reside nas periferias das cidades.
Portanto, para que toda a população tenha acesso aos serviços de mobilidade urbana, cabe a administração municipal o planejamento e o desenvolvimento de políticas públicas de forma integrada, para que os investimentos resultem na melhoria dos serviços.

## Mobilidade urbana sustentável

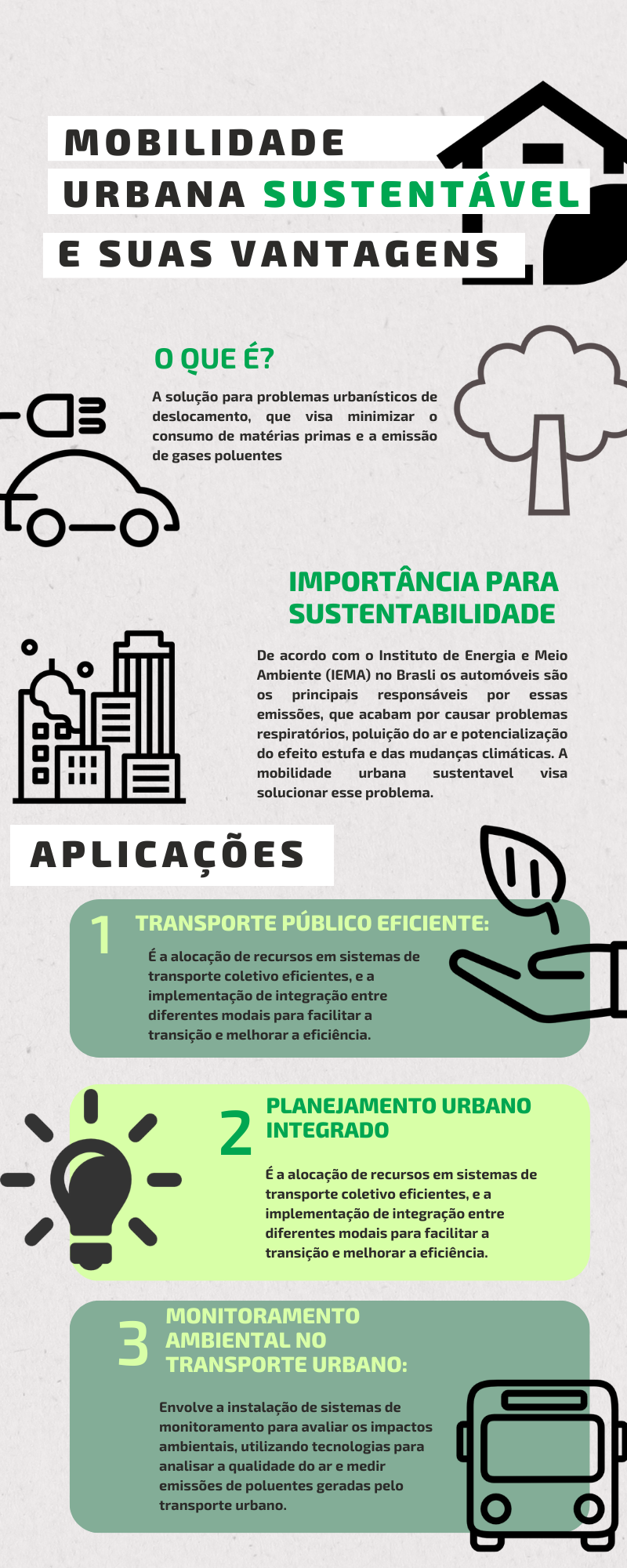
O infográfico transmite informações sobre a definição de mobilidade urbana sustentável, suas vantagens e aplicações.

Mobilidade urbana sustentável é um conceito que preza qualidade e principalmente a escolha de modais que optem por meios mais sustentáveis, e tem como objetivo ofertar os bens e serviços de forma que atenda as necessidades sem agredir o meio ambiente a longo prazo.

Entre alguns modelos de Mobilidade Sustentável temos Curitiba que fica localizada no estado do Paraná no qual é capital e de acordo com o Censo realizado pelo IBGE em 2022 possui cerca de 1.773.733 habitantes.

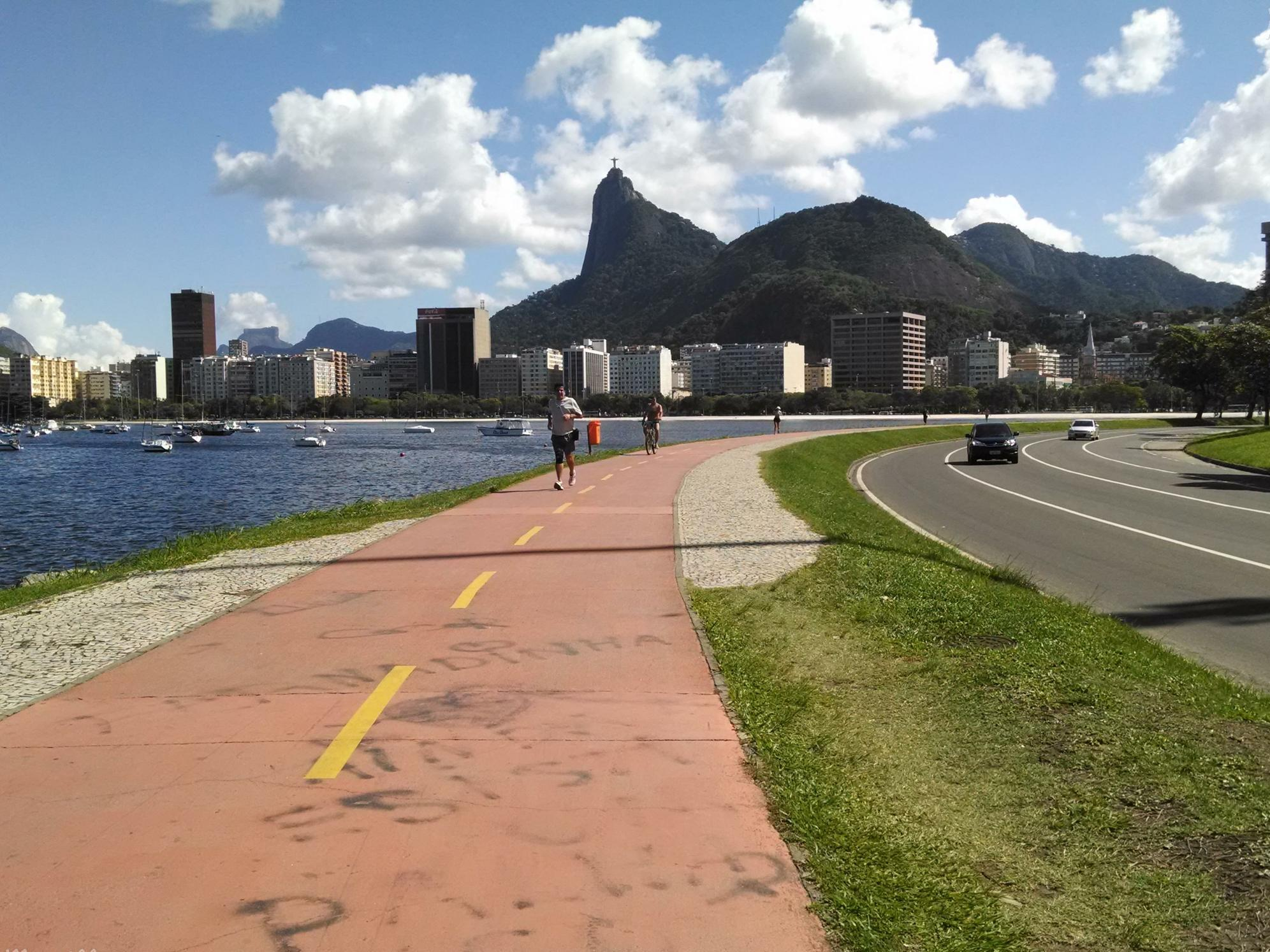
Ciclovias. Exemplo de Mobilidade Urbana Sustentável.

O plano de mobilidade de Curitiba foi elaborado com base na lei 11.266 em dezembro de 2004, que tem foco em quatro questões: acessibilidade; sistemas de transportes e cargas; circulação e sistema viário, e sistema de transporte coletivo e comercial.
No âmbito municipal foram realizadas algumas mudanças em prol da acessibilidade, tendo foco na elaboração de legislação, requisição de frotas de coletivos adaptados, e também em intervenções na cidade com a implantação de rampas e melhoria das vias e calçadas de acordo com as normas de acessibilidade da ABNT NBR 9050,transformando a cidade em um local mais acessível.

### Mobilize Brasil
Mobilize Brasil é o primeiro portal brasileiro de conteúdo exclusivo sobre Mobilidade Urbana Sustentável. Foi criado por Ricky Ribeiro, Graduado em Administração Pública pela FGV-EAESP. Mestrado em Sustentabilidade pela Universidade Politécnica da Catalunha (UPC, Espanha). MBA Executivo pela Universidade de Barcelona (UB, Espanha). Após diagnosticado com Esclerose Lateral Amiotrófica em 2010, Ricky queria construir um legado e deixar sua marca no mundo. Hoje, Ricky Ribeiro usa um leitor óptico para trabalhar e manter-se ativo no trabalho com o Mobilize Brasil, que completou 10 anos em 2021.

#### Objetivos específicos
- Prover conhecimento e conteúdo relevante, abrangente e de diversas formas sobre mobilidade urbana sustentável (Ser referência na geração de conteúdo).
- Fomentar o debate público sobre a temática
- Disseminar uma cultura cidadã participativa em prol da melhoria da qualidade de vida nas cidades
- Pressionar governos para implantarem políticas públicas efetivas de mobilidade urbana sustentável (Influenciar políticas públicas)

#### Prêmios
- Prêmio Estadão PME 2013 – Categoria Empreendedor Social – Vencedor
- Advisory Awards Ernst & Young 2013 – Finalista
- Prêmio Atitude Alphaville 2014 - Homenageado
- Prêmio Sinal Livre 2014 - Campanha Calçadas do Brasil - Segundo lugar
- Prêmio Chico Xavier de Reconhecimento Humanitário 2016 (Câmara Municipal de São Paulo)